# Leptohyptis
Leptohyptis, biljni rod iz porodiceusnatica smješten u podtribus Hyptidinae, dio tribusa Salviae. Opisan je u Phytotaxa 58: 26. 2012. Sastoji se od 5 južnoameričkih vrsta iz sjeveroistočnog  (Pernambuco, Bahia) i jugoistočnog Brazila (Minas Gerais). Vrsta Leptohyptis macrostachys, prije poznat kao Hyptis macrostachys Benth., koristi se u narodnoj medicini za ublažavanje simptoma astme, kašlja i bronhitisa. 

## Vrste
1. Leptohyptis calida (Mart. ex Benth.) Harley & J.F.B.Pastore
2. Leptohyptis leptostachys (Epling) Harley & J.F.B.Pastore
3. Leptohyptis macrostachys (Benth.) Harley & J.F.B.Pastore
4. Leptohyptis pinheiroi (Harley) Harley & J.F.B.Pastore
5. Leptohyptis siphonantha (Harley) Harley & J.F.B.Pastore